# Ernest Payne (cyclisme)
Pour les articles homonymes, voir Ernest Payne.
Ernest Payne, né le 23 décembre 1884 à Worcester et mort le 19 septembre 1961 dans la même ville, est un coureur cycliste britannique, champion olympique de poursuite par équipes avec Benjamin Jones, Leonard Meredith, Clarence Kingsbury aux Jeux de 1908 à Londres.

## Palmarès

### Jeux olympiques
- Londres 1908
  -  Champion olympique de poursuite par équipes (avec Benjamin Jones, Leonard Meredith, Clarence Kingsbury)

### Championnats nationaux
- Champion de Grande-Bretagne du mile amateurs en 1905
- Champion de Grande-Bretagne du demi-mile amateurs en 1905

### Autres compétitions
- 1906
  - 2e du Grand Prix de Paris amateur